# قلابچه‌ماهی نرم
قلابچه‌ماهی نرم (نام علمی: Phyllophryne scortea) نام یک گونه از خانواده قورباغه‌ماهی است.